# Casa Craighead–Jackson
La casa Craighead-Jackson es una casa histórica de ladrillos de dos pisos ubicada en Knoxville, Estados Unidos. La casa fue construida por John Craighead en 1818 frente a la mansión William Blount. La casa está en el Registro Nacional de Lugares Históricos.
La familia Craighead vivió aquí hasta 1855, cuando fue vendida a William Swan. Swan, quien después fue miembro del Congreso Confederado, vendió la casa a George Jackson. La familia George Jackson aquí vivió hasta alrededor de 1885. El estado de Tennessee y la ciudad de Knoxville compraron la propiedad en 1957 y la modificaron en gran medida, antes de transferirla a Blount Mansion Association en 1962.

## Historia
Después de que William Blount seleccionara al fuerte de James White como la capital del recién creado Territorio del Suroeste en 1791, el propietario del fuerte, James White, y su yerno Charles McClung, trazaron una cuadrícula con 64 lotes que eventualmente se convertiría en el centro de la ciudad de Knoxville. Está ubicada en lo que originalmente se designó como el «Lote 15» en la cuadrícula de McClung. El lote 15 se vendió a William Blount en octubre de 1791, aunque Blount finalmente se deshizo del lote y en su lugar construyó su mansión. El historiador de Tennessee, Stanley Folmsbee, sugirió que la propiedad temporal de la familia Blount puede haber estado ubicada en el lote 15, como dicta la historia local desde hace mucho tiempo.
John Craighead (1783–1826) compró el Lote 15 en 1818 y construyó la casa actual. Craighead se desempeñó como concejal de la ciudad de Knoxville en 1824, fue un anciano de la Primera Iglesia Presbiteriana y está enterrado en el Cementerio de la Primera Iglesia Presbiteriana. George Jackson, un médico de Knoxville, obtuvo la casa a fines de la década de 1850. Según una leyenda local, la casa está encantada por el fantasma de uno de los sirvientes de Jackson, que murió calcinado mientras trabajaba en la cocina de la casa.
En la década de 1950, Blount Mansion Association, que había restaurado la mansión Blount en la década de 1930, expresó interés en adquirir la propiedad. En 1957, les ofrecieron la casa por $15 000. El estado de Tennessee ofreció pagar la mitad del costo si un residente o residentes de Knoxville pagaban la otra mitad. Posteriormente, la ciudad de Knoxville pagó la otra mitad y en 1962 transfirió la casa a Blount Mansion Association con la estipulación de que se usaría y la restauración comenzaría dentro de los seis meses. La Asociación instaló una exhibición de reliquias pioneras en la casa a fines de la década de 1960 y usó la casa para sus propias oficinas hasta que se mudó a Gay Street (Knoxville).